# خليص
خليص هي مدينة سعودية والمركز الإداري لمحافظة خليص التابعة لمنطقة مكة المكرمة في المملكة العربية السعودية.
خليص محافظة سعودية تابعة لمنطقة مكة المكرمة. تقع المحافظة على بعد 90 كيلاً من محافظة جدة وإلى الشمال الشرقي منها, كما تبعد حوالي 30 كيلاً عن ساحل البحر الأحمر إلى الشرق منه, وعلى خط 22 درجة وخط طول 29 درجة وتشتهر بأوديتها الكبيرة مثل وادي خليص و وادي غران و وادي ستارة ووادي قديد.
وخليص هي حصن بين عسفان وقديد على ثلاث مراحل من مكة وتنبسط في واد يمتد من الشرق إلى الغرب، وتنحدر سيوله من مسافات طويلة توازي مدينة الطائف شرقا وتصب في البحر الأحمر غربا. 
ويعد وادي خليص من أخصب أودية الحجاز على الإطلاق ويتميز بثبات خصائصة المناخية طوال العام وفي عام 1374 هـ عرفت خليص المواطير التي تضخ الماء من الآبار مما ساعد المواطن في خليص على زراعة مساحة  أكبر من الأراضي الأمر الذي وفر انتاج الخضروات والحمضيات قديما.
وتعد خليص من كبرى المحافظات الواقعة في منطقة مكة المكرمة إذ أن قصر الخدمات الحكومية في هذة المحافظة أدى إلى عدم شهرتها ومعرفة الكثير من الناس لها ، على الرغم من أن بها عنصر من عناصر الحياة المهمة الذي يتدفق من أراضيها الخصبة إلا وهو سر الحياة (الماء ) حيث أننا نرى في وقتها الراهن قصراً عميقاً في هذا القطاع.

نلاحظ إنجذاباً سياحياً على كثير من المواقع التاريخية وغيرها الواقعة بخليص وعلى سبيل المثال ليس الحصر الحصن العثماني الواقع بأحد جباله.

## مراكز المحافظة
تضم المحافظة سبعة مراكز هي:
أم الجرم , البرزة , الخوار, وأبو حليفاء , ومركز الأبيار وقراها ستارة , قديد , الظبية والجمعة وتم مؤخراً اعتماد مركز الحشاش .

## التعليم
بدأ التعليم النظامي مبكراً في محافظة خليص بافتتاح أول مدرسة ابتدائية عام 1372هـ مما ساعد في تأهيل جيل متعلم منهم الأطباء والمعلمون بجميع المراحل الدراسية والمهندسون والفنيون وأساتذة الجامعة.كما بدأ تعليم البنات بافتتاح أول مدرسة ابتدائية عام 1389هـ .

## الجغرافيا
تقع محافظة خليص في منطقة الحجاز ، وتعتبر من أبرز المناطق الهيدرولوجية ، ويغذي هذا الحوض محافظة جدة بالمياه العذبة عن طريق ( العين العزيزية ) وذلك منذ عام 1385هـ وتقع المحافظة على بعد 90كيلاً من محافظة جدة وإلى الشمال الشرقي منها ، كما تبعد حوالي مائة كيلاً عن مكة المكرمة محاذاة بطريق الهجرة وتبعد ثلاثين كيلاً متراً عن ساحل البحر الأحمر إلى الشرق منه على خط عرض 22 درجة وخط طول 29 درجة . مما اكتسبت موقعاً استراتيجياً .لاعتبارها حلقة وصل بين المشاعر المقدسة.
أهم الخصائص التي تتميز بها المحافظ
نظراً لموقعها الاستراتيجي اتصفت بعدة خصائص من أجلها :
1ـ تتميز بثبات خصائصها المناخية طوال العام .
2ـ اشتهارها بالأودية الكبيرة مثل وادي خليص، وادي غران،وادي ستارة، وادي قديد وتعد من أخصب الأودية بالمملكة.
3ـ ومن أشهر محاصيلها الزراعية التمور ، الخضراوات ، الفواكه التي تسوق في بعض مدن المملكة.

تمتد المساحة شرقي طريق الهجرة بطول 120 كيلومتراً وعمق يتراوح بين 40 إلى 60 كيلومتراً. يبلغ عدد سكان المحافظة حوالي 80,000 نسمة .
وخليص هي حصن بين عسفان وقديد على ثلاث مراحل من مكة وتنبسط في واد يمتد من الشرق إلى الغرب يسمى في شرقه بوادي سايه التابع لقبائل سليم غربه بوادي خليص التابع لقبائل حرب ويوجد به أربع وعشرون قبيلة من قبائل حرب وتنحدر سيوله من مسافات طويلة توازي مدينة الطائف شرقا وتصب في البحر الأحمر غربا
ويعد وادي خليص من أحظب أودية الحجاز على الإطلاق ويتميز بثبات خصائصة المناخية طوال العام وفي عام 1374 هــ عرفت خليص المواطير التي تضخ الماء من الآبار مما ساعد المواطن في خليص على زراعة مساحة أكبر من الأراضي الأمر الذي وفر إنتاج الخضروات والحمضيات (قديماً)
يقطن في هذه المحافظة العديد من القبائل معظمها من حرب
تحظى هذه المحافظة بحظ وافر من التعليم سواً من وزارة المعارف أو الرئاسة العامة لتعليم البنات وبها مركز إشراف تربوي.
بها بلدية نشطة في مجال تشجير هذه المحافظة وتنسيقها في أحسن صورة.
بها عدد من المرافق مثل المحكمة الشرعية وفرع شركة الكهرباء وفرع شركة الاتصالات وفرع وزارة المواصلات ومركز شرطة وفرع وزارة الزراعة والمياه والعديد من الخدمات الأخرى .

## نظرة عامة
محافظة خُليَص محافظة من الفئة "ب" تابعة لمنطقة مكة المكرمة, تقع في قلب الحجاز شرق طريق هجرة خير الورى عليه الصلاة والسلام بين مكة المكرمة والمدينة المنورة في المنطقة التي تعرف بـ الوسيط وهي إلى مكة أقرب حيث تبعد عنها بمسافة 110 كم شمالاً, وتبعد عن مدينة جدة بمسافة 90 كم باتجاه الشمال الشرقي, وشرفت خليص بخدمة الحاج منذ القدم إذا هي أحد المراحل المهمة في طريق الحاج, ومحطة تزدحم فيها قوافل حجاج بيت الله يمكثون فيه أياماً للتخلص من عناء السفر ومشقته ولعل هذا هو السبب في تسميتها بهذا الاسم فخليص تصغير خلص وهو الخلاص (وذكر أنها نسبة لرجل اسمه خليص- معجم ما استعجم) إذ كانت خليصاً مكاناً كثير الماء والنخيل وبها بركة عملها الأمير أرغون الناصري ومسجد لرسول الله عليه الصلاة والسلام يعزز هذا ما دونه الرحالة وما قاله الشعراء في وصف رحلاتهم إلى الأرض المقدسة كقول محمد المجذوب من العصر العثماني:
وَمِنها في الرُّبوعِ بَدَا خُلَيصٌ __ خَلَصنا فِيهِ مِن كُلِّ العِنادِ
وذكر السمهودي (قال الأسدي خليص عين ابن بزيع غزيرة كثيرة الماء عليها نخل كثير وبركة ومسجد لرسول الله صلى الله عليه وسلم )
ولهذا كانت خليص محط اهتمام الملوك وولاة الأمر فأمنوها بحصن منيع وتعاهدوا عيونها بالإصلاح والترميم خدمة لحجاج بيت الله فسادها الرخاء – والأمن – قروناً, هذا الموقع المتميز والثروات الطبيعية الغنية التي حباه الله هذه البلدة المباركة قد حفظ لخليص شيء من تاريخها فلولا مرور الرحالة بخليص في رحلات الحج لما عرفنا عن تاريخ خليص إلا إشارات لا تسمن ولا تغني.
ووادي خليص هو وادي أمج قديما أو جزء منه كما ذكر البلادي وفي أحسن التقاسيم ذكر المقدسي ما نصه: (أمج: صغيرة بها خمسة حصون اثنان حجر وثلاثة مدر، والجامع على متن الطريق. خليص: متصلة بها وبها بركة وقناة وتمور وخضر ومزارع ) وتعتبر خليص مركزاً لقبائل زبيد وهي إحدى فروع قبيلة حرب الخولانية التي نزحت من أرض اليمن ونزلت الحجاز في القرن الثاني الهجري واستولت بعد هذا التاريخ على كثير من ديار القبائل المجاورة, وكانت خليص لبني سليم ومن قبلهم قبيلة خزاعة, والتف حول قبائل زبيد بعض قبائل حرب الأخرى من بني عمرو وبني سالم وتحالفت معها قبائل أخرى مما أكسب خليص نسيجاً سكانياً فريداً يدل على أن خليص لم تكن مجرد قرية بل أمارة قوية لم تتزحزح عن مكانها رغم الحروب والغزوات الكثيرة التي قادها أمراء الحجاز بدعم من الدولة المملوكية والعثمانية بعدها.
تشتهر محافظة خليص بأوديتها الكبيرة مثل وادي خليص, ووادي غران, ووادي قديد, ووادي أبو حليفاء وغيرها. وكتب البلادي أن وادي أمج ( خليص) كانت فيه 70 أو 90 عيناً جارية لم يبق منها إلا قليل سحبت بعضها لتغذي مدينة جدة بالمياه العذبة منذ عام 1385 هـ بإدارة العين العزيزية ولا شك أن هذا أثر سلبيا على المحافظة خصوصاً بعد قلة الأمطار.
خليص محافظة عامرة يسكنها أكثر من 80,000 نسمة ويتبع المحافظة ستة مراكز وهي مركز أم الجرم, مركز البرزة, مركز ستارة, مركز الخوار, ومركز وادي قديد, ومركز الضبية والجمعة بالإضافة إلى كثير من القرى والهجر, وامتدت إليها أيادي ولاة الأمر بالعناية والاهتمام فأنشأت الكثير من المدارس والجمعيات الخيرية والمرافق الحكومية الرئيسية وتقلد أبناء المحافظة أعلى المراكز العلمية والمهنية والقيادية كذلك مساهمين في تعزيز مسيرة هذا الوطن الغالي.

## القبائل
وبها قبائل كثيرة من أشهرها قبائل  قبيلة سليم و قبيلة حرب مثل المغربي ،المزمومي,المحلبدي, الغانمي ، الصعيدي ، القريقري ، الصحفي ، الطياري ، المزروعي ، الصبحي ، الشابحي ، اللبدي ، العسمي ، الشيوخ ، العويبدي،البلادي ،المرامحي ،الرايقي ، الحميري و غيرها. ومن أشهر رجالها الدكتور عبدالمنعم الشيخ مدير مستشفى الملك فهد بجدة و المهندس شكر الشيخ مدير شركة الجوال و العقيد مشعل مساعد المغربي  نائب مدير مرور منطقة مكة المكرمة و الاستاذ عبد الرحيم المغربي مساعد مدير التعليم بمنطقة مكة المكرمة و المهندس عبد العالي الشيخ رئيس بلدية ينبع و المهندس مرعي المغربي رئيس بلدية ثول و الشيخ ياسر الشابحي القاضي بالمحكمة العامة والاستاذ منصور المزمومي القنصل العام للمملكه العربيه السعوديه بمحافظة عدن اليمنيه و الأعب الدولي الكبير أسامة المولد هذا علي سبيل المثال لاالحصر

## الآثار
يوجد في خُليص مسجدان ذكر أن الرسول صلى الله عليه وسلم صلى في موضعهما، كما يوجد في أحد الجبال المطلة على هذا الوادي من الناحية الشمالية الغربية الكثير من الصخور التي نفذت فيها نقوش ثمودية وأخرى في صدر الإسلام إضافة إلى الوسوم وأشكال حيوانية متنوعة.